# Acontista aurantiaca
Acontista aurantiaca är en bönsyrseart som beskrevs av Hermann Burmeister 1838. Acontista aurantiaca ingår i släktet Acontista och familjen Acanthopidae. Inga underarter finns listade i Catalogue of Life.